# Fontaine du Garraffo
La Fontaine du Garraffo (en italien: Fontana del Garraffo) est une fontaine baroque de Palerme. Elle est située Piazza Marina, dans le centre historique de Palerme.

## Histoire
Le nom de la fontaine vient du mot arabe « Gharraf », qui signifie l'abondance de l'eau. Elle a été sculptée par Gioacchino Vitagliano en 1698. La sculpture représente une déesse de l'abondance chevauchant un aigle combattant une hydre.
La fontaine du Garraffo était auparavant située dans le marché de la Vucciria, devant le monument appelé Genio del Garraffo, jusqu'en 1862, lorsqu'elle a été déplacée Piazza Marina.